# Mariusz Strzałka
Mariusz Strzałka (németül: Marius Strzalka) (Wrocław, 1959. március 27. –) olimpiai ezüstérmes lengyel párbajtőrvívó, német színekben később világbajnok.